# Parigi-Tours 1996
La Parigi-Tours 1996, novantesima edizione della corsa e valevole come nona prova della Coppa del mondo 1996, si svolse il 6 ottobre 1996, per un percorso totale di 253 km. Fu vinta dall'italiano Nicola Minali, al traguardo con il tempo di 5h38'55" alla media di 44,79 km/h.
Partenza a Parigi con 187 ciclisti di cui 148 portarono a termine il percorso.

## Ordine d'arrivo (Top 10)
| Pos. | Corridore         | Squadra       | Tempo    |
| ---- | ----------------- | ------------- | -------- |
| 1    | Nicola Minali     | Gewiss        | 5h38'55" |
| 2    | Tom Steels        | Mapei-GB      | s.t.     |
| 3    | Giovanni Lombardi | Team Polti    | s.t.     |
| 4    | Tristan Hoffman   | TVM           | s.t.     |
| 5    | Laurent Jalabert  | ONCE          | s.t.     |
| 6    | Michele Bartoli   | MG Maglificio | s.t.     |
| 7    | Andrea Ferrigato  | Roslotto      | s.t.     |
| 8    | Pascal Chanteur   | Casino        | s.t.     |
| 9    | Giuseppe Citterio | Aki-Gipiemme  | s.t.     |
| 10   | Lars Michaelsen   | Festina-Lotus | s.t.     |